# 烏爾大塔廟
烏爾大塔廟（蘇美爾語: 𒂍𒋼𒅎𒅍）是一座建於青铜时代早期（公元前21世纪）的乌尔第三王朝时期的金字形神塔，位于今伊拉克济加尔省纳西里耶附近的乌尔城，但到公元前6世纪的新巴比伦时期，该建筑已成為废墟，後來由那波尼德国王修复（在位期間前556年至前539年）。後來為大水、沙塵暴所覆沒。    
20世纪20年代至30年代，伦纳德·伍利发掘了烏爾大塔廟遺址。    